# Typosyllis silkeae
Typosyllis silkeae är en ringmaskart som beskrevs av Licher 1999. Typosyllis silkeae ingår i släktet Typosyllis och familjen Syllidae. Inga underarter finns listade i Catalogue of Life.